# Pa porcí
El pa porcí (Cyclamen balearicum) és una espècie de Cyclamen endèmica de les Illes Balears.
És una planta herbàcia d'entre 10 i 25 centímetres. Les fulles en són cordiformes d'un color verd fosc amb taques blanquinoses per l'anvers i de color morat pel revers. Els pecíols són llargs i surten directament del bulb. Les flors són pedunclades amb cinc pètals girats cap amunt i, com la resta de flors del gènere ciclamen, són molt característiques. Aquesta espècie es troba a les illes majors balears (incloent Cabrera) en alzinars i rocams de muntanya, però no es troba a Formentera.

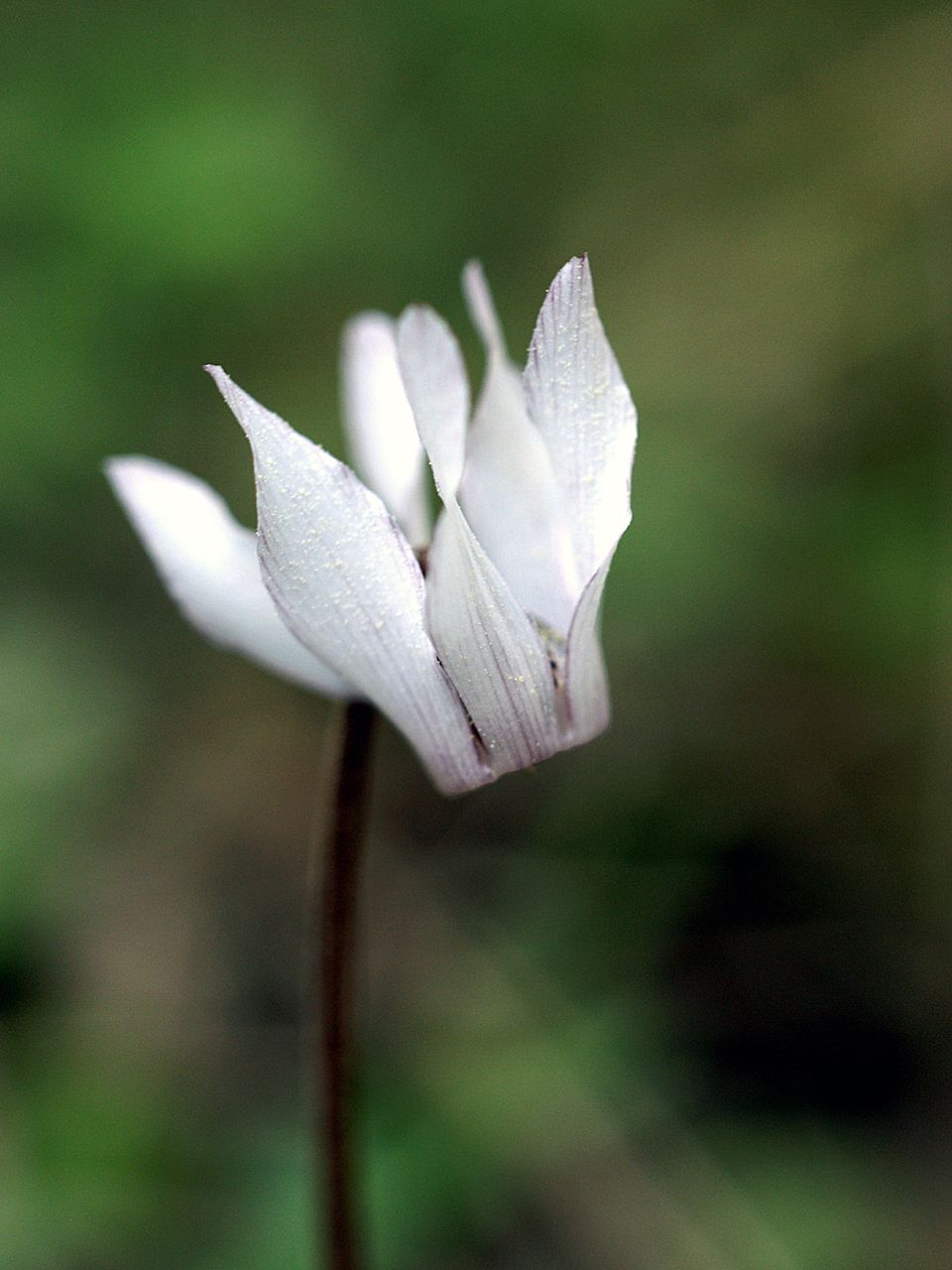
Detall de la flor